# Holacanthus ciliaris
O Holacanthus ciliaris, comummente conhecido como peixe-anjo-rainha ou ciliaris, é um peixe da família dos pomacantídeos, comummente encontrado em recifes, em áreas quentes no oeste do Oceano Atlântico, na Florida, Mar das Caraíbas, até Santa Catarina no Brasil.
Pautam-se pelo corpo achatado e oval, que pode ascender até aos 45 centímetros de comprimento.
No seu habitat natural, alimentam-se de corais, esponjas, anémonas, algas, crustáceos e vermes.
É um peixe resistente e muito agressivo que, devido à sua coloração garrida, de tonalidades azuis e amarelas, e aos seus movimentos graciosos, é muito apreciado no âmbito da aquariofilia.